# علي بن علي القيسي
علي بن علي القيسي سياسي يمني هو وزير الإدارة المحلية في حكومة الإنقاذ الوطني برئاسة عبد العزيز بن حبتور التابعة للمجلس السياسي الأعلى في سلطة صنعاء منذ 10 نوفمبر 2018.